# Amphistichus
Amphistichus is een geslacht van straalvinnige vissen uit de familie van brandingbaarzen (Embiotocidae).

## Soorten
- Amphistichus argenteus (Gibbons, 1854)
- Amphistichus koelzi (Hubbs, 1933)
- Amphistichus rhodoterus (Agassiz, 1854)